# Karl Bömelburg
 (octobre 2013).
Karl Bömelburg, né le 28 octobre 1885 à Elberfeld et mort le 1er janvier 1946, fut le chef de la Gestapo en France pendant la Seconde Guerre mondiale. Obersturmbannführer-SS, il avait autorité notamment sur la section IV J, qui comprenait Alois Brunner, et qui était chargée de la déportation des Juifs, envoyé en 1943 par Müller. Il était aussi connu sous les alias Charles Bois, Mollemburg ou encore Bennelburger.

## Éléments biographiques

### Avant la guerre
Karl Bömelburg naît à Elberfeld, le  28 octobre 1885 (aujourd'hui fusionnée dans Wuppertal), en Allemagne. Pendant sa jeunesse, il passe cinq ans à Paris. Puis il rentre en Allemagne, se marie et travaille à Berlin dans la pâtisserie de ses parents. En 1931, il entre au NSDAP, le parti nazi. Il est embauché dans la SA, puis dans la SS. 
Il rejoint la Gestapo en 1933, où il devient commissaire à la direction de la Kripo au siège de Berlin. Il est membre de la suite de von Ribbentrop à Paris en 1938. Début novembre, il est chargé d'enquêter sur le meurtre du conseiller d'ambassade Ernst vom Rath. L'affaire ayant été résolue rapidement, il devient ensuite attaché de l'ambassade d'Allemagne à Paris. Il met en place un centre officieux de la Gestapo dans la capitale française. 
Il travaille à Lyon et à Saint-Étienne, ce qui lui permet de s'exprimer en bon français. En janvier 1939, il est expulsé par l'inspecteur général de la police judiciaire Antoine Mondanel pour l'aide fournie aux organisations françaises d'extrême-droite. À Prague, il est commissaire de police à la Gestapo, chef de la section de lutte contre l'opposition.

### Paris
Le 14 juin 1940, lors de l'invasion allemande, il revient en France dans le Kommando SD du colonel Helmut Knochen et dirige le KdS comme conseiller criminel. En août, promu lieutenant-colonel SS, il est nommé par Heinrich Müller comme son représentant personnel et comme chef de la Gestapo (section IV du BdS pour la France) avec le titre de directeur criminel. 
Durant les années qu'il passe à Paris, son activité se traduit par la répression et les interrogatoires, au cours desquels ses subordonnés, tels que Ernst Misselwitz, utilisent souvent la torture. Non seulement il supervise la répression mise en œuvre par ses hommes, mais il suit aussi de très près les activités des auxiliaires français de la Gestapo, notamment de l'équipe de Bony et Lafont, rue Lauriston. C'est lui qui fera ajouter 10 cellules aux locaux de la rue Lauriston. 
La police française étant obligée de remettre à la Gestapo tous les gaullistes, communistes et autres résistants arrêtés par ses soins, c'est Bömelburg et ses subordonnés qui réceptionnent les personnes que leur remettent les auxiliaires français de la Gestapo et la police française. Il ratifie les décisions prises par ses subordonnés concernant le sort des personnes détenues. Celles-ci étaient très rarement relâchées. Un certain nombre d'entre elles étaient désignées comme otages à fusiller. Les autres, dont les Juifs, étaient envoyées en Allemagne, où elles étaient exécutées ou enfermées dans les camps de la mort. Bömelburg est responsable de l'envoi en Allemagne de la plus grande partie des 150 000 Français qui aboutirent dans les camps. Il faut mentionner aussi toutes les personnes qui ne sortirent pas vivantes des locaux de la Gestapo.
Bömelburg appréciait les soirées mondaines et les petits cadeaux offerts par Henri Lafont provenant des  très juteux trafics du marché noir et des différentes spoliations.
L'un des souhaits de Bömelburg est d'avoir un élevage de volailles : Henri Lafont lui trouve une ferme dans les environs de Giverny, qu'il fait exploiter par ses hommes. Ses bureaux sont situés successivement :
- 11, rue des Saussaies, jusqu'en 1942 ;
- 82, avenue Foch.

Ses adjoints sont le Sturmbannführer Hans Kieffer (commissaire de la police criminelle), Heimboldt et Wolf.
En 1941, il succède à Rudy de Mérode au 40, boulevard Victor-Hugo, à Neuilly-sur-Seine, dans une Gasthaus (maison réservée aux hôtes « forcés »), dite villa Bömelburg. Il recrute des agents personnels, portant l'indicatif B ou Boe. Il effectue un voyage en zone non occupée pour réactiver ses agents d'avant-guerre. Il supervise l'enquête sur Paul Collette, qui a tiré sur Pierre Laval et Marcel Déat. Il dirige le Kommando Orchestre rouge et met en place un Funkspiel contre les Soviétiques.
À l'automne 1942, il met en place Aktion Donar. En juin 1943, Jean Moulin, arrêté le 21 à Caluire, passe deux semaines (du 25 juin au 8 juillet) à la villa Bömelburg, et meurt lors de son transfert en train à Berlin. Bömelburg est le dernier officier supérieur allemand à voir Jean Moulin vivant. Il critique vivement Klaus Barbie pour ses méthodes de torture brutales utilisées à l'encontre de Jean Moulin, qui ont eu pour résultat de le réduire au silence. En effet, lorsque Jean Moulin est transféré à Paris, il souffre d'une faiblesse extrême. On reproche à Klaus Barbie de ne pas avoir su faire craquer Jean Moulin et d'avoir usé de méthodes inadéquates de torture. En août, Albert Lebrun et André François-Poncet sont aussi retenus dans cette même villa par Bömelburg avant leur transfert en Allemagne. Exception à la règle, ces hôtes de marque sont bien traités.

### Vichy
En novembre 1943, atteint par la limite d'âge, Bömelburg est remplacé par August Stindt, et est muté à Vichy, où il représente Karl Oberg. En juin 1944, en remplacement du capitaine SS Hugo Geissler, tué lors d'un accrochage près de Murat (Cantal), il devient le chef de la Gestapo en zone sud.
Des responsables de la Gestapo rendront compte directement à Bömelburg. Parmi les plus importants de ces envoyés, on peut citer Friedrich-Wilhem Dohse à Bordeaux, Karl-Heinz Müller à Toulouse, Leo Nuttgens à Marseille, Heinrich Hillers à Paris, Erich Barthels et August Meier à Limoges, puis Lyon August Moritz un des deux chefs de section à seconder l'Obersturmbannführer Werner Knab et bien sûr Klaus Barbie, qui sera nommé à Lyon en février 1943.

### Sigmaringen
Le 28 août 1944, il assure le transfert du maréchal Pétain à Sigmaringen où il devient le chef de la sécurité. Le 29 avril 1945, il autorise le départ du Maréchal vers la Suisse au poste frontière de Sankt Margrethen.

### Disparition
En mai 1945, après la capitulation, Bömelburg disparaît et ne sera jamais officiellement retrouvé, tout comme son chef à Berlin, Heinrich Müller. Il subtilise les papiers d'un sergent Bergman, tué sous un bombardement, et met les siens à la place. Il est embauché comme jardinier par un hobereau des environs de Munich, puis promu comme bibliothécaire. Il dirige un groupe de nazis actifs réfugiés en Espagne. En 1946, à la Saint-Sylvestre, il glisse sur du verglas et meurt, le crâne fendu. Plus tard, son fils Ralf fera graver son nom sur la pierre tombale.
Le 2 mars 1950, il est condamné à mort par contumace par le tribunal militaire de Lyon. Les autorités tchécoslovaques le recherchent également pour crime de guerre.